# 客家人的生产生活用具
客家先民在南迁开发赣南、闽西和粤东的過程中，将当时中原地区先进的科学生产技术带到了南方，为适应当地的自然条件，在生产和生活实践中不断改进和创造出新的生產生活工具。如今先進的現代化农田水利设施取代了客家人傳統的農業器具，这些原始落后的器具也漸漸被客家勞動人民所棄用並逐漸從民間消失，但這些器具依舊是客家文化的重要载体。:35

## 客家传统家传统生产工具

### 犁

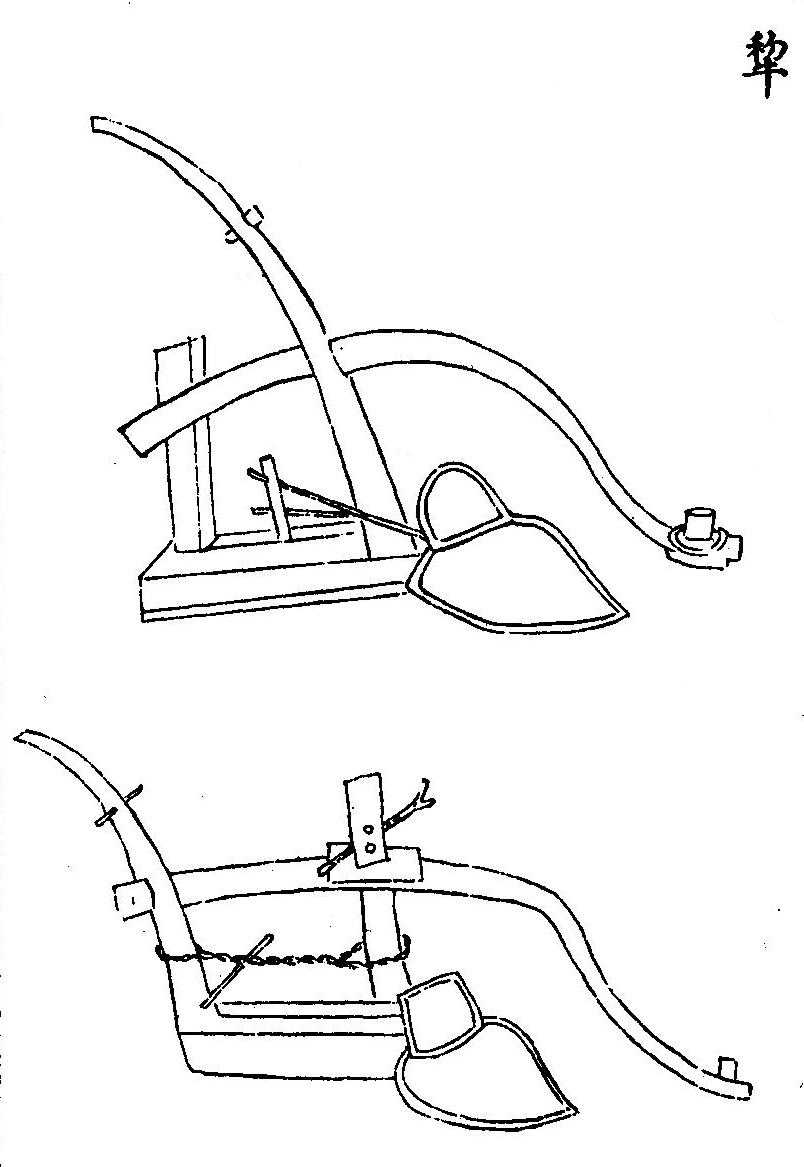
犁

犁约出现于商朝。客家人的犁是翻土所用的一种农具，其下方装有一块略呈三角形的铁器，用来破碎土块并耕出槽沟从而为播种做好准备，种类众多，主要用畜力（如牛）或人力牵引。:35

### 耙

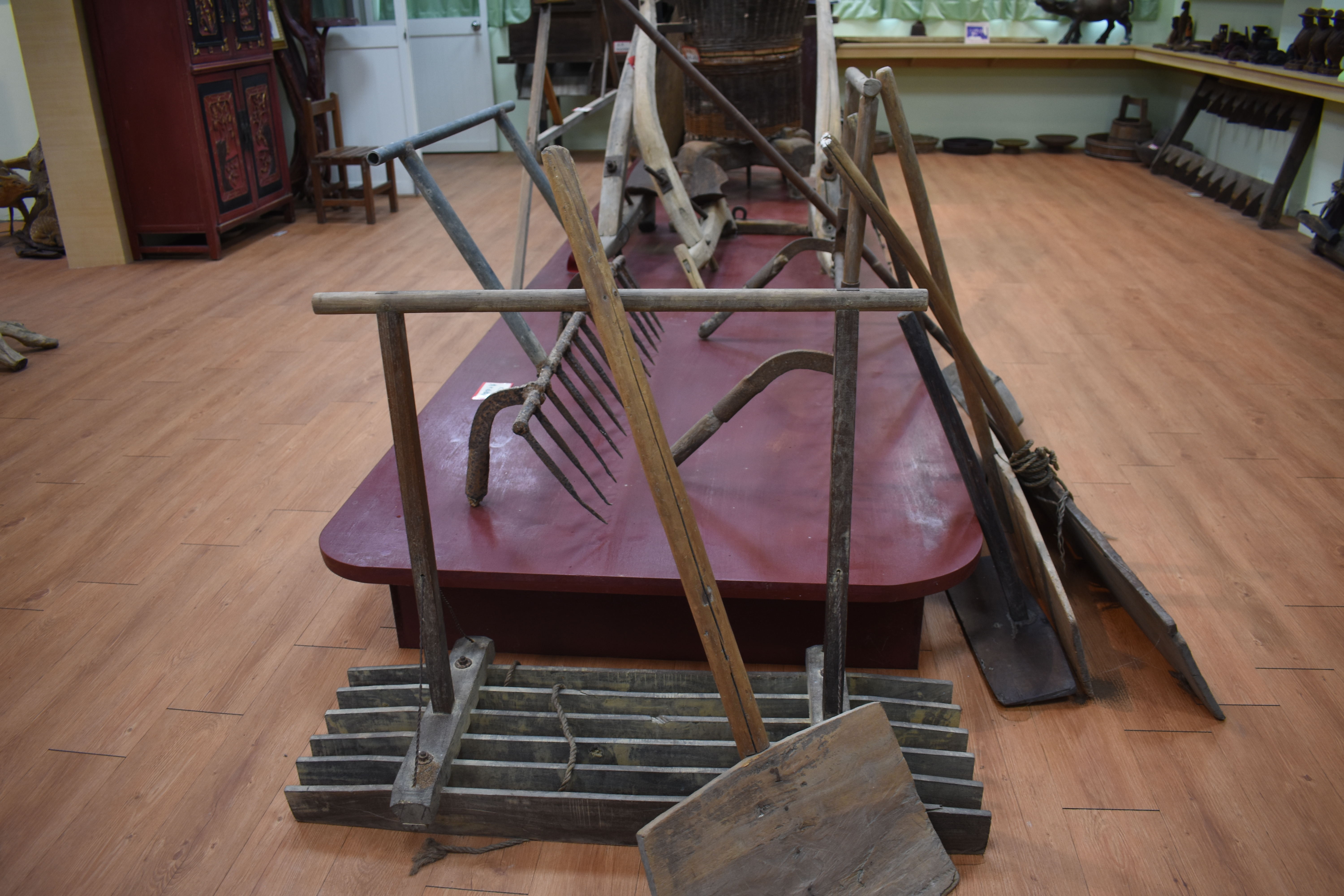
内栅国民小学古物，各种耙

耙的用处是把犁过的田地里的大土块弄碎或将弄平。在我国耙已有1500年以上的使用历史，客家人的耙主要用于平整水田，一般由牛来牵引，为农家必备的主要大件农具之一。:35

#### 钉耙
钉耙又称“铁扎”，是一种木制长柄农具，一端有耙、铁齿、木齿或竹齿，用来平整土地或松土等。钉耙有四齿耙、二齿耙之分。:36

#### 趟耙
用约一尺长的木板、铁板做成的耙子，用于晒谷、挖沟和培土等。:36

### 辘轴
辘轴又称“蒲滚”，一般是水田经过犁、耙耕作后，用于平整田地表面的工具。主要用来将夏收稻秆回田时压入田泥之中，以便日后的禾苗长在平整的水田里，方便灌溉和施肥。中间装着六齿长条滚筒转轴，两端钉上铁环拴上牛拖藤（绳），像犁耙一样用牛轭系在牛脖子上，人驱使牛拉着在水田里哗啦啦地滚动向前，这一耕作过程叫做“打辘轴”。中间齿耙部分后来有改进使用铁制者。:36

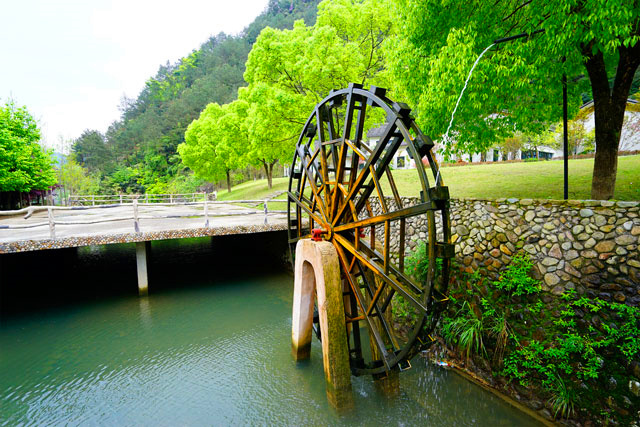
永嘉书院的水车

### 龙骨水车
世界上最早的提水灌溉工具之一。使用人力或畜力，木制而成，主要由木链和刮板等部分组成，因为其节节木链似根根龙骨，故名“龙骨水车”。有许多种类，如使用人力的就分为手摇式和脚踏式。梅州有些地方还有手摇的轻便水车，施于田间水沟，称“手摇拔车”。:36

### 筒车
又名流水筒车、水转筒车，是一种取水灌田的工具，发明于隋而盛于唐，距今已有1000多年的使用历史，诗圣杜甫就有“连筒灌小园”的诗句。以水流作动力，可以自行提水转动，无需人畜之力，立轮愈大，所产生的驱动力矩也愈大。如今这种古老的机械大多已被废弃，完好的筒车在客家民间所剩无几。:36

筒車畫像

### 粪箕
用竹篾編而成的小容量裝載工具，主要用以装盛肥料、担載稻草和蔬菜等。大小不定，使用時常常是一根扁擔挑一對粪箕在肩上，是傳統農家必不可少的人力或牛力裝載工具，至今客家民間仍有普遍使用。:36

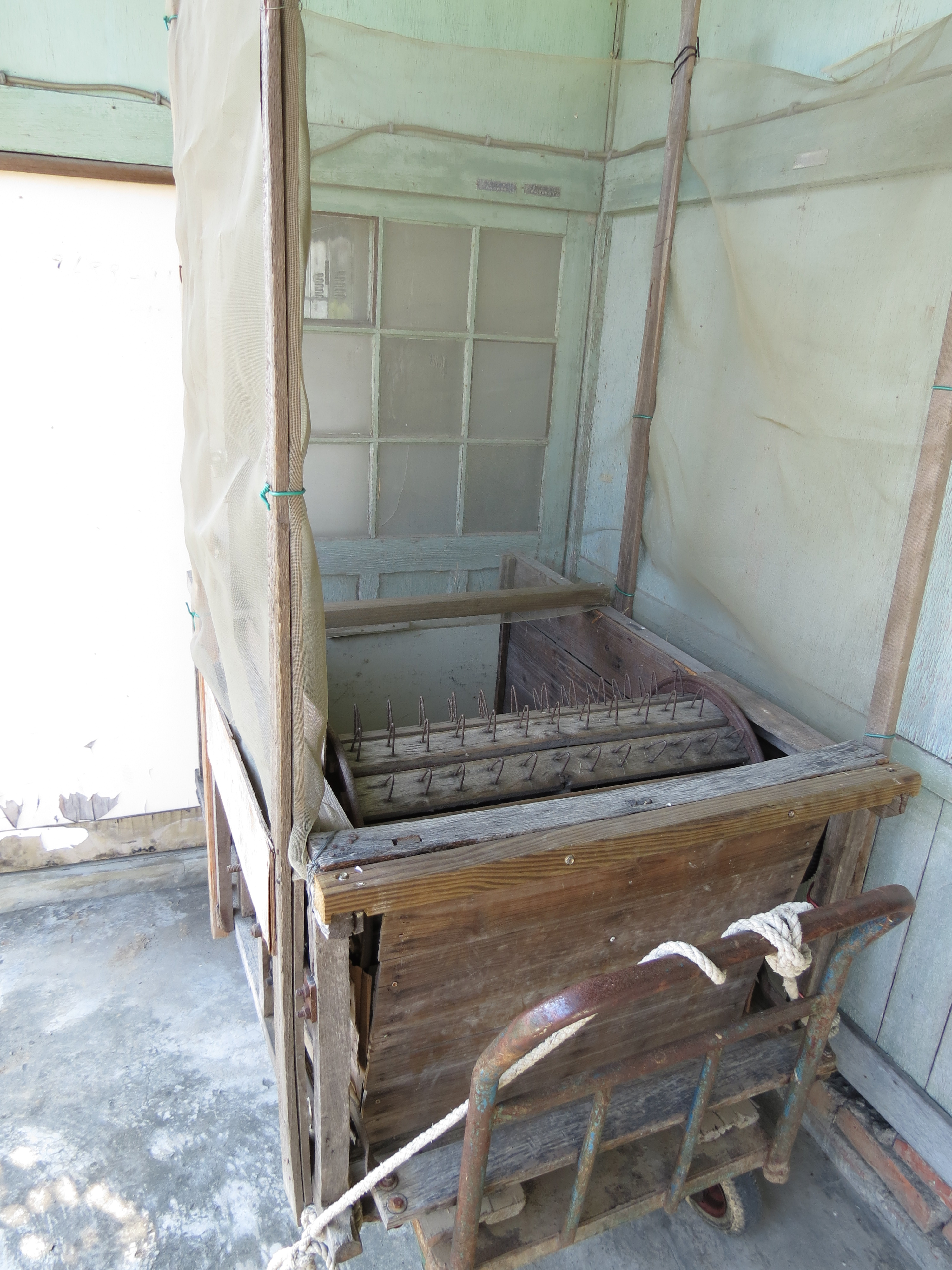
帶有鐵齒滾筒的打穀桶

### 打谷桶
是打谷機發明前的主要脫粒工具，歷史悠久，是木製的圓形或橢圓形大桶，高約一米，正前方開有20-30厘米的缺口，桶內斜靠一個階梯狀格柵，使用時要將谷桶的四周用廉布或谷席圍好，防止脱粒的稻谷飞溅。人用双手紧握成熟的稻杆底部并用力摔打在打谷桶内的格栅上即可达到脱粒效果。在稻谷丰收的时节，同一片稻田中往往会好几户人家共用一个打谷桶。梅州山区至今仍有人使用这种工具。:36

### 打谷機
又稱“脫粒機”，以人脚踩帶動輪軸轉動，輪軸上均匀地佈滿了彎曲的鐵絲，主要靠鐵絲與稻谷接觸的摩擦力來使穀粒從稻穗上脫落。這種脫粒方式比打穀桶更爲省力高效。现在客家農村已經改進技術，使用機器（如內燃機和電動機）作爲動力。舊時，從稻穀加工到大米有一個複雜的過程，客家人稱之爲“砻谷做米”。这个过程包括砻磨砻谷——風車放米——用碓舂米——拜箕和米筛筛米这四个步骤。:36-37

### 砻磨
粮食加工工具，主要用于为谷物去皮，相当于传统的老式碾米机。常见的砻磨是用黄土夯筑而成，外面用竹篾制成筐围拢，砻分两层，上层是装谷子的砻斗，下面是砻身，当手握住磨钩，人用力推使砻斗旋转，砻斗磨出来的谷壳和糙米便溜入砻斗的缺口下，装在预先放好的大箩筐内。至今仍有一些客家农村使用其制作黄酒。:37

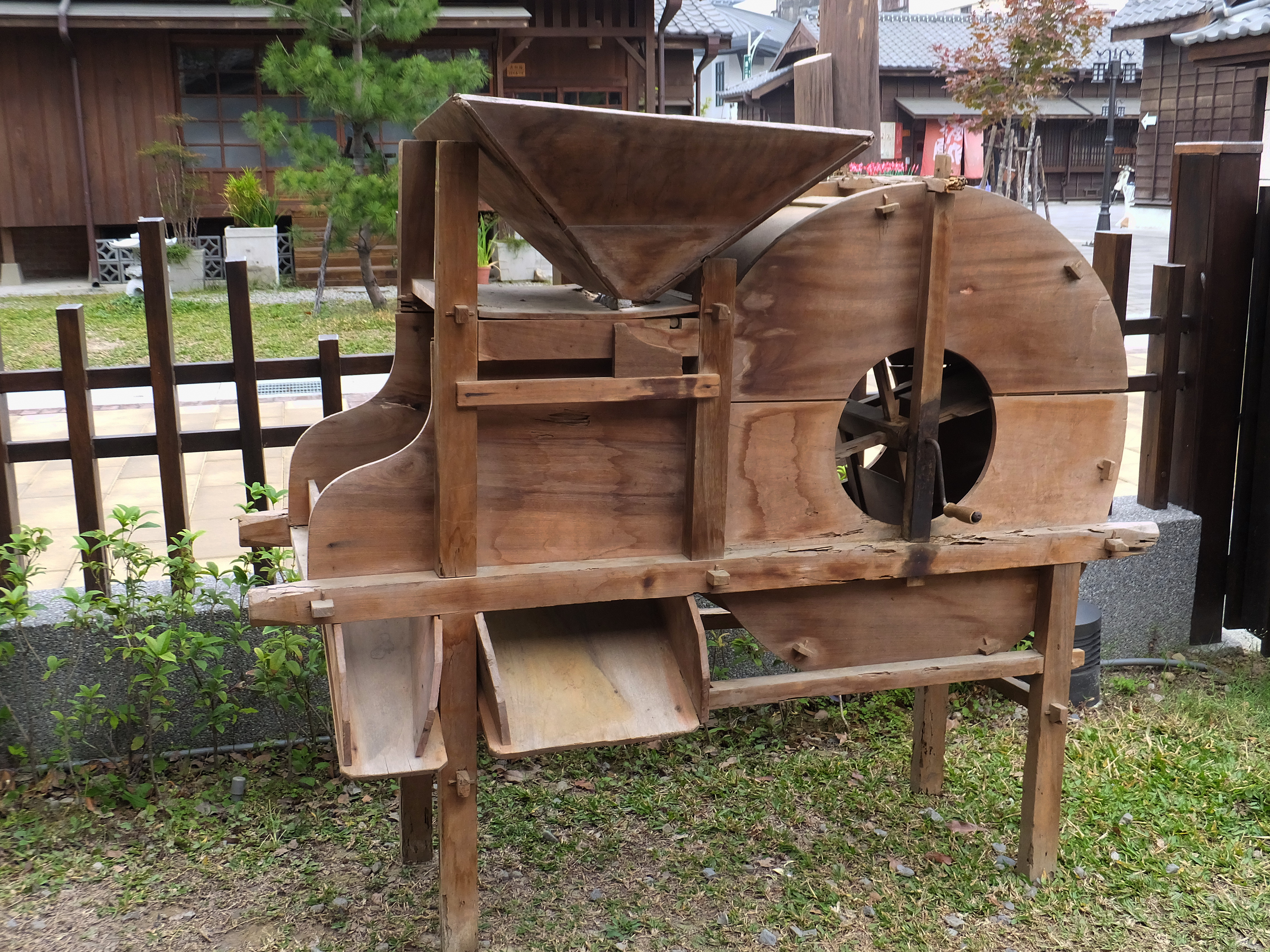
風車，台灣客家人稱之為打穀機

### 风车
一种能产生风（气流）的机械，又名扇车或扬车，风车之名最早载于西汉成书的《急就篇》，主要作用是使谷壳与米粒彻底分离，是具有客家特色的传统农耕用具，几乎家家皆有，至今仍在使用。多为木制，模样古拙奇巧。四条木腿支撑着较大而重的主体，正面有两个一大一小的泄口和一根弯弯的铁条摇臂，后面是排风的出口，上面有只大大的漏斗，机器内是一片片环状的风页，轴心连着摇臂。使用时将经过谷砻研磨而分离的谷米从漏斗倒入风车中，匀匀摇动着风车摇臂，谷米穿过风道，饱满结实的米粒落入出粮口，而较轻的谷壳杂物则随风从风车后的排风口被吹出。这个过程称为“放米”。:37

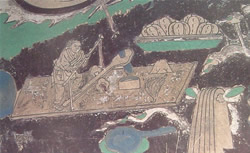
西夏踏碓圖

### 碓
即舂米器，用木头、石头制作而成的捣米器具，通过脚踏或水力驱动，使勾（也称作碓锤）一起一落，将石臼中的谷舂成米或将米舂成粉。常用的有“手碓”和“脚踏碓”。还有经改进的以水车推动的碓，称为水碓，它是集合水力、水车、转动、夯砸和石臼等原理设计的粮食加工设备。客家人过年必备的甜粄（年糕）就是这样夯打制作的，称为“踏粄”。还有一种简易舂米器，就是在一块大石头上打磨出一个凹槽，用一根木棍或是特制的木槌将谷物等捣碎。:38

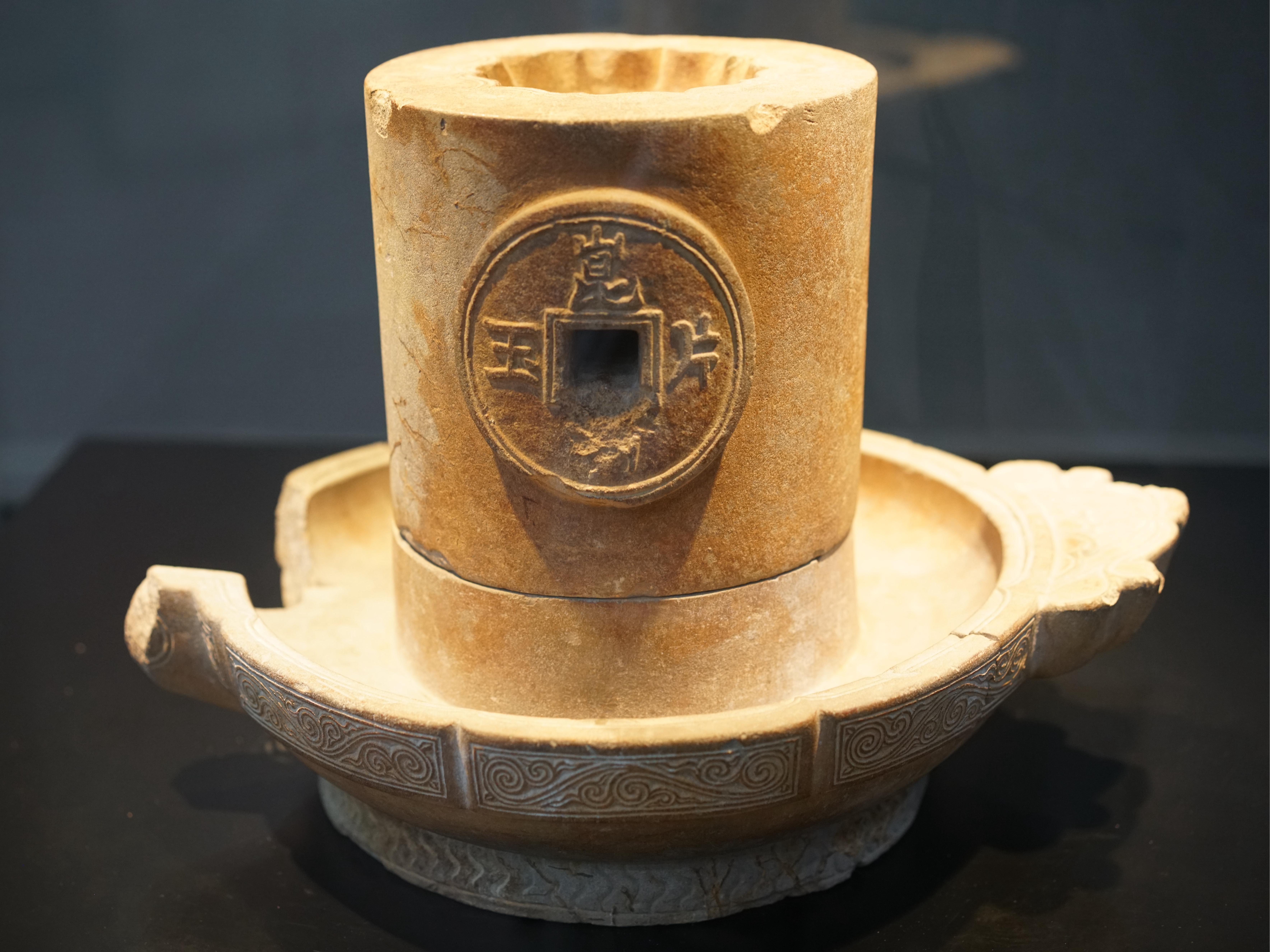
昆山片玉石磨

### 石磨
粮食加工用具，其工作原理和外形酷似砻磨，主要用处是把粮食磨碎。发明人为鲁班，与北方的石磨相似。梅州地区客家人的石磨通常是由两个圆形石盘做成下扇固定，下扇中间装有一个短的铁制立轴，上扇中间有一个相应的空套，两扇相合以后，下扇固定，上扇绕轴转动。两扇相对的一面，留有一个空膛，称“磨膛”，膛的外周制成一起一伏的磨齿。上部有“磨眼”，磨面的时候，谷物通过磨眼流入磨膛，均匀地分布在四周，被磨成粉末，从夹缝中流到磨槽内。许多农村现在还在使用石磨磨制米粉或磨黄豆做豆腐。:38

### 拜箕
竹篾编制而成，圆形，密集无缝，主要用来筛选粮食，把粮食放在簸箕内上下颠簸振动，可扬去糠秕等杂物。也用来晾晒食品等。
:39

### 米筛
竹篾或藤条编制而成，圆形，类似簸箕，不同的是有许多细密的小孔，其用处也是清筛选粮食，通过来回摇动，把细碎的东西从小孔里漏下去，较大粒的或成块的则留在上面，常用于筛米或筛面等。:39

### 饧箕
装盛用具，用篾条或藤条编制而成，做工精细，其用处很多，类似量筒。使用风车清选粮食时，用饧箕装上稻谷或稻米倒入风车的漏斗口中。至今仍有客家农村在使用。:39

籮筐畫像

### 箩筐
用竹条或柳条编制的器具，或圆或方，或方底圆口，用来盛粮食、蔬菜等。制作精细，形状多以圆底方口的为主，为梅州地区农村必备的农具之一。:39

### 谷斗与米升
均为客家人的传统测量仪器。谷斗木制而成，圆底鼓形，上下用铁条箍牢，上方敞口，用来装盛粮食，也用来称量粮食，有“斗”的用途。:39
米升由竹制成。旧时客家女子出嫁，梳妆台上必须有一个米升，寓意婚后能过上丰衣足食、生活无忧的日子。:39

### 谷仓
储藏粮食用的仓库。客家农村常见的谷仓都是木制而成的，仓门上常书“五谷丰登”并贴红纸神符。古代客家人过年前有家家烧香迎接“五谷神”上谷仓的习俗，以示吉祥和表达美好的祈愿。:39

### 鸡公车
独轮车，又名羊角车，木制而成。相传三国时诸葛亮为解决在“天梯石栈”上人背畜驮的运输困难，研究制造了“木牛流马”以代人力畜力，鸡公车即是类似于木牛流马的运输工具。鸡公车之得名，大概因为其形状有点像鸡公：一只硕大的轮子高高耸起，像昂扬的鸡冠；两翼是结实的木架，堆放货物；后面两只木柄，被推车人提起置于胯旁，人推起来像摇摆的鸡尾。鸡公车往往用于在宽不过一尺的田埂和小路上运输货物，是一种实用、便利的运输工具。:40

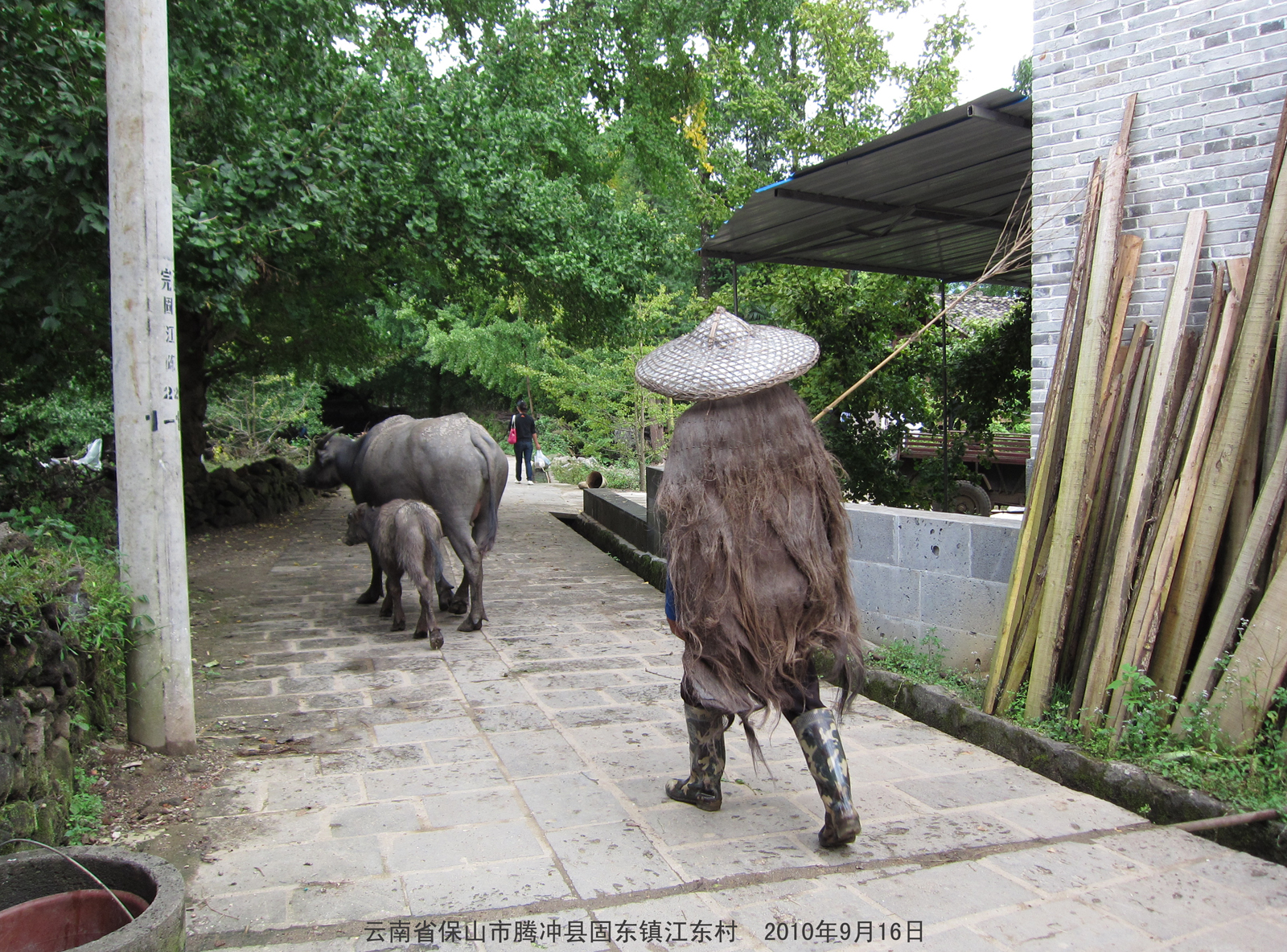
水牛和穿著蓑衣的農民

### 蓑衣
现已基本无人使用，取而代之的是各式轻便的雨衣。蓑衣有棕蓑衣和竹叶蓑衣两种，皆为缝制。棕蓑衣用棕毛缝制，结实耐用，价格较为昂贵，被雨淋后会吸水变得稍厚重。竹叶蓑衣轻便，便宜，但不如前者耐用。:40

### 笠麻
用竹篾编成，夹以宽大的箬竹叶，用以遮阳挡雨。笠麻分尖头笠和圆头笠两种，按直径尺寸大小和各地风俗流行可分为大埔笠、同古笠，九都笠和尖笃笠等，现在的农村市场还有卖，草帽、雨衣和雨伞这些新潮时尚的雨具多起来后，笠麻就少了很多了，只剩下农村上了年纪的劳动者在用。:40

## 客家传统生活用具

### 灶台
一般为两个连体灶，一个专门炒菜做饭，另一个作他用。搭配铁锅、木制锅盖进行烹饪作业，灶台上方还可悬挂一些需要熏制的食品。
客家地区至今仍留存有祭拜灶神的习俗。灶神，也称灶王、灶君、灶王爷、灶公灶母和东厨司命等。每年农历的腊月二十三晚上，人们用三牲（鸡、猪、鱼肉）、饴糖（麦芽糖）、清茶、水果和金纸等祭灶。蕴意：以麦芽糖塞住灶神之口，使其不讲人间罪恶，祭祀之人口称:“上天言好事，下界保平安。”焚香祀送，祭毕，即将奉祀经年的灶君旧纸马画像从灶上揭下，连同金纸等一起焚化，以示灶神回归天界。:40

### 饭甑
一种客家人蒸饭和盛饭用的工具。饭甑呈上粗下细的圆桶形，左右有手把，由甑体、甑箅和甑盖三部分组成，甑箅上有许多孔格，主要用于透气，是饭甑吸收热量的关键部位。一般是用干燥杉木做成，所以蒸出来的饭有种独特的幽香。如今，“饭甑饭”已经成为众多客家美食中的重要一员。:41

### 笊篱
又称笊篼，是用较硬的竹篾编织成漏斗状的网兜，另一端有手握的长柄，作为从稀粥中捞取干饭的炊具。据记载，“黄帝命西陵氏养蚕，制笊篱以捞蚕蛹。”可见笊篱已有五千多年的历史。先人用笊篱捞蚕蛹是创造发明，客家先祖将其改进用来“捞饭”，则是创造发明精神的弘扬。:41

### 笊
竹篾编制而成，接木制或竹制长柄，作上山抓柴之用。:41

### 竹茶筒

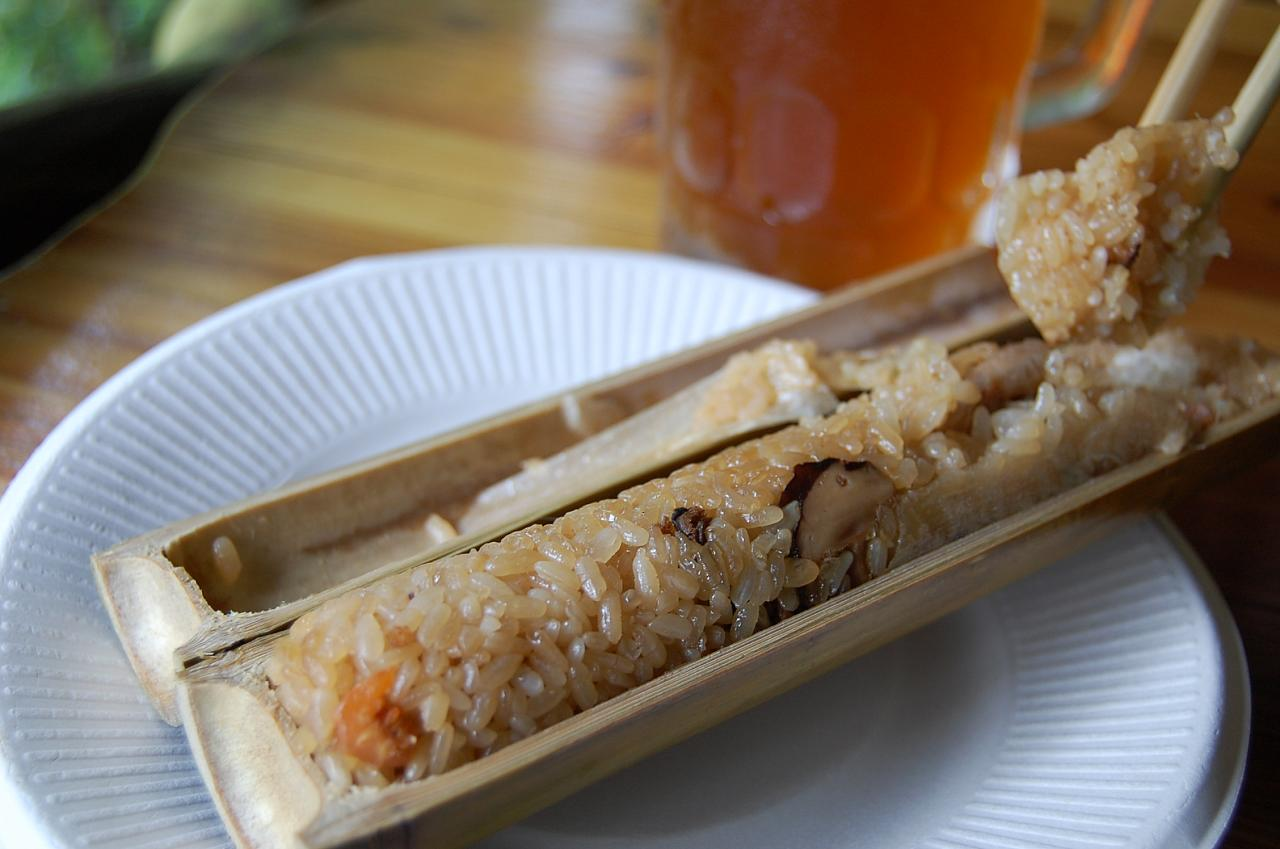
竹筒飯

利用竹节制成，样式简单，方便携带，用来装水盛饭等。过去客家人外出劳动或是行远路时，常常带在身边，用来汲水，或是装上大米用以制作“竹筒饭”。:41

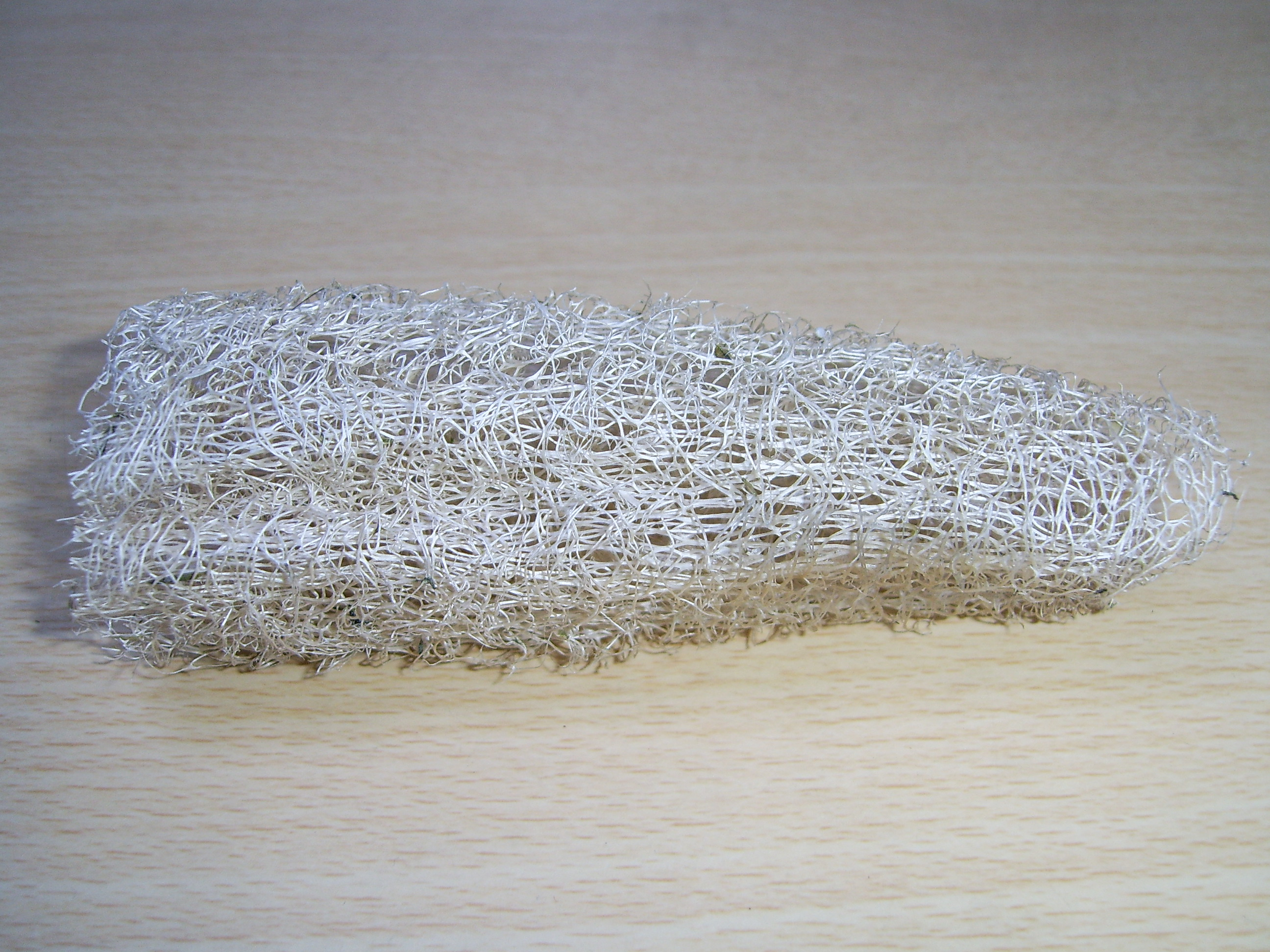
丝瓜络

### 丝瓜络
又叫“南瓜布”或“絮瓜布”，是农民家种的丝瓜老化后，晒干、去皮后残留下来的丝瓜纤维，中医中常作药用。客家人用来洗锅刷碗，不仅洗得干净，而且丝瓜络本身能够较快风干，有效避免了细菌滋生，现在客家民间仍然广受欢迎。:41

### 槛隔、箩隔
即抬酒或礼品用的架子。木制为槛隔，竹编、柳编为箩隔。主要用来装盛酒、猪、羊或鸡鸭肉等，通常在婚礼或是祭祀、丧礼时用，东西放在抬架内的主要目的
就是让路人看见，颇有“炫富”之意，是礼物贵重与否的标志，也是送礼者与受礼者间接性的身份象征。:41

### 床与梳妆台

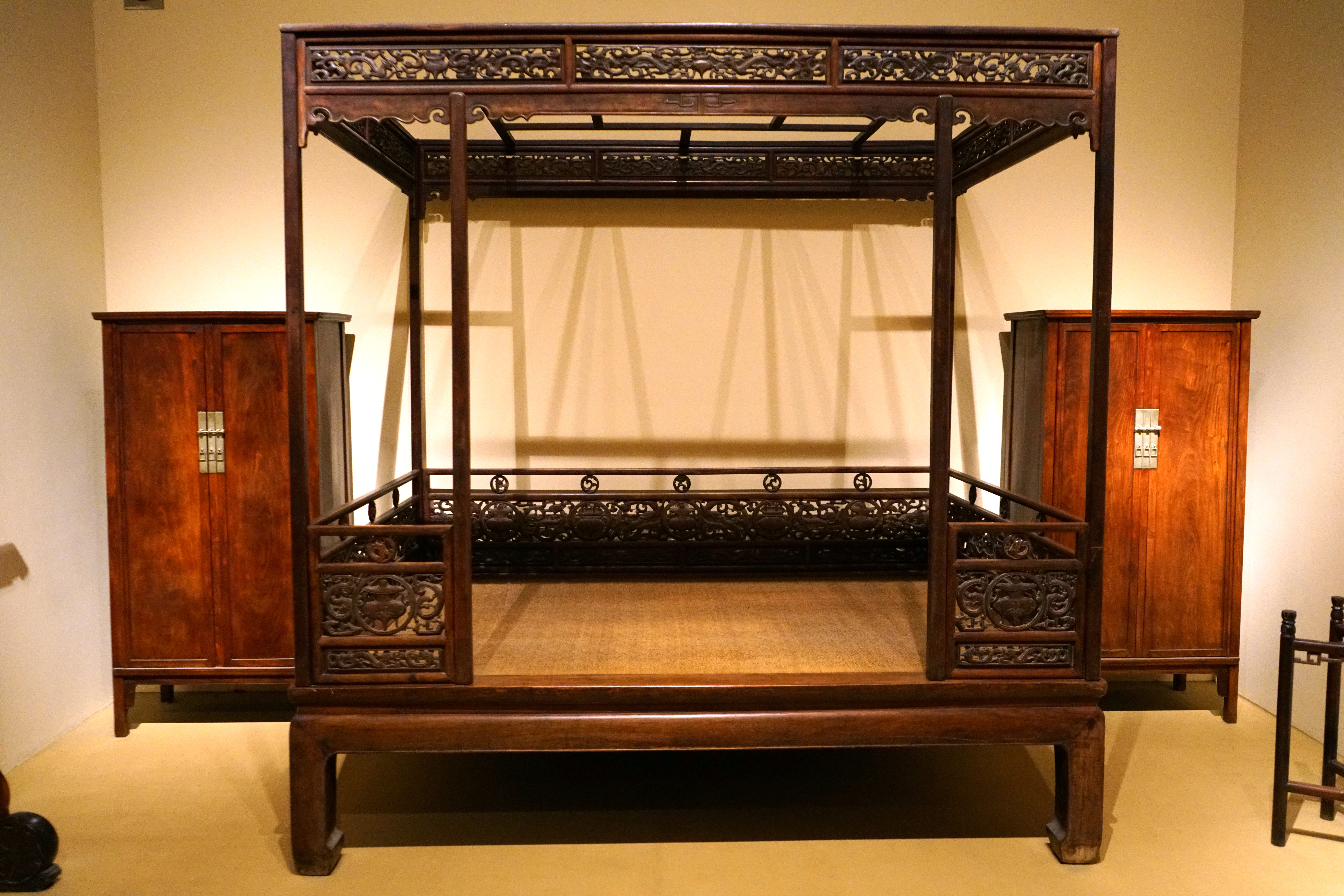
一种常见的雕花床

客家传统床具，造型古朴，床沿有各式吉祥图案的雕花，有些雕花还涂有颜色。客家女性使用的梳妆台供化妆和理发之用，多见于明清时期，現留存已不多。:42

### 太师椅
是太師專用的桌椅，多見於明清時期，現在也有很多地區有人使用。:42

### 火笼
竹制而成的笼，用于取暖。内有铁皮做成的内胆，胆内装木炭，上面有散热孔，轻便，可提在手上，也可踏在脚下。:42

### 石盆
石头打制而成的盆子。有的客家地区祠堂里备有专门的石盆，女子出嫁前要到石盆内清洗干净，然后才能更衣出门。:42

### 坐栏
木制或竹制，供尚未完全学会走路的小孩在内站、坐和学步，大人有事忙时，孩子在坐栏里自己玩耍，与相当于现代社会的童车相差无几。:42